# 麻雀漫画
麻雀漫画（マージャンまんが）とは、漫画のジャンルの一つ。麻雀をテーマとした漫画、麻雀を物語の重要な要素とした漫画を指す。

## 概要
麻雀が学生やサラリーマンに流行しだしたのは1960年代半ばだが、麻雀と題材とした漫画が登場したのは青年漫画雑誌が創刊されてからで1969年、秋田書店の青年漫画雑誌『プレイコミック』にて掲載されたつのだじろうの読切作品『發の罠』が第1号とされる。1971年、『プレイコミック』にて北野英明による阿佐田哲也の同名小説のコミカライズ『牌の魔術師』が連載開始、これが連載作品の第1号とされている。北野は麻雀劇画を開拓、確立したとして阿佐田の『麻雀列伝 天和無宿』をコミカライズした北野作画の『雀ごろブルース』を挙げている。その後も北野は阿佐田原作『麻雀放浪記』『天和無宿』、野村敏雄原作『麻雀水滸伝』を発表、麻雀漫画の第一人者として1981年に竹書房から雑誌『北野英明マガジン』が創刊されるまでになった。
1975年に日本初の麻雀漫画雑誌『漫画ギャンブルパンチ』が竹書房より創刊。麻雀自体がブームだったが活字の麻雀雑誌はどこも苦戦を強いられていた中、竹書房が麻雀漫画だけの増刊号をつくればどうなるかと思い立ち発売、するとすぐ完売、味を占めて2冊目を刊行するとこれまた完売、出せば出すほど売れる状況で多くの出版社が麻雀漫画の市場に参入、ギャンブル系漫画の一ジャンルとして瞬く間に定着した。だがそれゆえ漫画の内容自体は成人向け漫画の性描写を麻雀に置き換えて物語の質を落としたようなものが多く、物語の練り込みより量産が優先、漫画家任せで模倣的作品が目立った。当時の傾向としてファンタジーであることが前提で、麻雀打ちなる生業のキャラクターが賭け麻雀の稼ぎで生計を立て、全国をさすらう荒唐無稽な作品でキャラに憧れる一般の麻雀ファンという構図が成立していた。粗製乱造だった中で1981年、パターンをガラリと変えて運のついてない男を主人公とした片山まさゆきの『スーパーヅガン』が登場、劇画ではない本当の麻雀漫画として多くの読者の心をつかみ、雀士の井出洋介もヤクザ、イカサマ、女、役満、とパターンが決まっていた麻雀劇画は好きではなく、ストーリーも志が感じられずかつてのパルプ・マガジンと同じだと思っていたが、井出は『スーパーヅガン』を「よくぞ描いてくれた」と喜んで読み始めた。
1970年代後半から1980年代半ばにかけて多数の専門誌が創刊される一方、リニューアルによる誌名変更などもを含めてその多くが休刊。1990年代に、新創刊の雑誌は若干あるものの、継続して出版するのは竹書房ほぼ一社のみとなった。同年代に推理漫画の受け皿として麻雀漫画が存在を発揮、近代麻雀オリジナルに掲載された青山広美の連作『九蓮宝燈殺人事件』『大三元殺人事件』『大四喜殺人事件』『国士無双殺人事件』があり、福井健太は麻雀漫画は自由度は高いがゲームを扱った膨大な作品群に本格ミステリのセクションが生じたのは自然なことだったとしている。
2013年12月に竹書房の『近代麻雀オリジナル』が休刊となったことにより、2017年以降の段階で刊行されている麻雀漫画の専門雑誌は同社『近代麻雀』一誌のみとなっている。
1980年代には『フリテンくん』が劇場アニメ化、1990年代には『哭きの竜』がOVA化された他、『スーパーヅガン』がテレビアニメ化。2010年代に入ってからはアニメ化以外に実写化される作品が見られる。

## 歴史
- 1969年 短編漫画「發の罠」（つのだじろう）発表。
- 1970年 短編漫画「魔雀」（藤子不二雄A）発表。
- 1971年 『牌の魔術師』（北野英明・阿佐田哲也原作）連載開始。
- 1975年 「漫画ギャンブルパンチ」（竹書房）創刊。
- 1977年 「傑作劇画　近代麻雀臨時増刊」（竹書房。後に「近代麻雀オリジナル」に改称）、「ビッグハスラー」（徳間書店。後に「劇画ザ・タウン」「漫画タウン」「ガッツ麻雀」と改称）、「ギャンブル劇画」（徳間書店）創刊。
- 1977年 「劇画オールギャンブル」（廣済堂、後に版元を壱番館書房に変更。後に「劇画オール麻雀」に改称）、「傑作麻雀劇画」（実業之日本社。当初は週刊漫画サンデーの増刊）創刊。
- 1979年 「麻雀劇画」（竹書房。後に「別冊近代麻雀」〈1975年に創刊した同名の雑誌は活字雑誌で別物〉に改称）創刊。「ギャンブル劇画」休刊。
- 1980年 「特選麻雀」（芳文社）創刊。
- 1981年 『フリテンくん』（植田まさし）が劇場アニメ化。「漫画ギャンブルパンチ」休刊。「北野英明マガジン」（竹書房）創刊。
- 1982年 「劇画Aクラス麻雀」（双葉社）創刊。「北野英明マガジン」休刊。
- 1984年 「麻雀パンチ」（芳文社）創刊。
- 1985年 「劇画麻雀時代」（笠倉出版社）、「コミックNew麻雀」（秋田書店）、「麻雀ゴラク」（日本文芸社）、「劇画麻雀王」（辰巳出版）、「近代麻雀ゴールド」（竹書房。当初は季刊だったが後に月刊）、「ビッグ麻雀」（司書房）創刊。
- 1986年 「コミックNew麻雀」、「劇画麻雀王」休刊。
- 1987年 「劇画オール麻雀」、「麻雀パンチ」休刊。
- 1988年 「傑作麻雀劇画」、「ビッグ麻雀」休刊。
- 1989年 「特選麻雀」休刊。
- 1990年 「劇画Aクラス麻雀」、「劇画麻雀時代」休刊。
- 1991年 『麻雀飛翔伝 哭きの竜』（能條純一）がOVA化。「ガッツ麻雀」休刊。
- 1992年 『スーパーヅガン』（片山まさゆき）がテレビアニメ化。
- 1992年 「漫画雀王」（白夜書房）創刊。
- 1993年 『ナルミ』（柳澤一明）が実写化(オリジナルビデオ)。
- 1994年 『蒼き狼たち』（原作：吉田幸彦、漫画：かわぐちかいじ）が実写化(オリジナルビデオ)。
- 1995年 「麻雀ゴラク」、「漫画雀王」休刊。『アカギ 〜闇に降り立った天才〜』（福本伸行）が実写化(オリジナルビデオ)。『麻雀飛翔伝 哭きの竜』（能條純一）が実写化(オリジナルビデオ)。『雀荘へ行こう』(有元美保)が実写化(オリジナルビデオ)。
- 1996年 「ヤング麻雀」（ぶんか社）創刊。「ヤング麻雀」休刊。
- 1997年 「別冊 近代麻雀」を「近代麻雀」に改称。「マージャン麻雀」（メディアボーイ）創刊。「マージャン麻雀」休刊。
- 1998年 『兎-野性の闘牌-』（伊藤誠）が実写化(オリジナルビデオ)。
- 1999年 「ビクトリー麻雀」（ナイタイ出版）創刊。「近代麻雀」月2回刊化（月号としては2000年2月）。
- 2000年 『哲也-雀聖と呼ばれた男』（さいふうめい原案・星野泰視漫画）が『勝負師伝説 哲也』のタイトルでテレビアニメ化。「勝ち組麻雀」（ワニマガジン）創刊・休刊。
- 2001年 「ビクトリー麻雀」休刊。『天牌』(原作：来賀友志、作画：嶺岸信明)が実写化(オリジナルビデオ)。
- 2002年  『愚連隊の神様、万寿十一伝説 紅蓮』(原作：安部譲二、作画：嶺岸信明)が実写化(オリジナルビデオ)。
- 2003年 「麻雀王」創刊（ノンブルワン）。「増刊Vマガジン」の各号扱い。
- 2004年 「麻雀王」休刊。
- 2005年 「近代麻雀ゴールド」休刊。 『アカギ 〜闇に降り立った天才〜』（福本伸行）が『闘牌伝説アカギ〜闇に舞い降りた天才〜』のタイトルでテレビアニメ化。
- 2006年 『打姫オバカミーコ』（片山まさゆき）がテレビドラマ化。
- 2007年 『むこうぶち』（天獅子悦也）が実写化(オリジナルビデオ)。
- 2008年 『打天使』（かどたひろし）が『麻雀創世記 打天使』のタイトルで実写化(オリジナルビデオ)。
- 2009年 『咲-Saki-』（小林立）がテレビアニメ化。
- 2010年 『ムダヅモ無き改革』（大和田秀樹）がOVA化。『天牌』(原作：来賀友志、作画：嶺岸信明)が二度目の実写化(オリジナルビデオ)。
- 2011年 『東大を出たけれど 麻雀に憑かれた男』（原作：須田良規、漫画：井田ヒロト）が実写映画化。『麻雀飛翔伝 哭きの竜 外伝』（能條純一）が実写映画化。『麻雀群狼記 ゴロ』(原作：来賀友志、作画：嶺岸信明)が実写化(オリジナルビデオ)。
- 2012年 『咲-Saki- 阿知賀編 episode of side-A』（小林立）がテレビアニメ化。
- 2013年 「近代麻雀オリジナル」が休刊。『凍牌』（志名坂高次）が実写映画化・実写化(オリジナルビデオ)。『兎-野性の闘牌-』（伊藤誠）が実写映画化。
- 2014年 『鉄火場のシン』（原作：荒正義、作画：森遊作）が実写化(オリジナルビデオ)。
- 2015年 『アカギ 〜闇に降り立った天才〜』（福本伸行）がテレビドラマ化。
- 2016年 『咲-Saki-』（小林立）がテレビドラマ化。
- 2017年 『咲-Saki-』（小林立）が実写映画化。『咲-Saki- 阿知賀編 episode of side-A』（小林立）がテレビドラマ化。『aki』（原作：花崎圭司、作画：大崎充)が『女流闘牌伝 aki-アキ-』のタイトルで実写映画化。
- 2018年 『咲-Saki- 阿知賀編 episode of side-A』（小林立）が実写映画化。『天 天和通りの快男児』（福本伸行）がテレビドラマ化。『ノーマーク爆牌党』（片山まさゆき）が実写映画化。『天牌外伝』(原作：来賀友志、作画：嶺岸信明)が実写映画化。
- 2021年 『打姫オバカミーコ』（片山まさゆき）が実写映画化。
- 2024年  V林田（著）『麻雀漫画50年史』、文学通信、ISBN 978-4867660492 (2024年5月30日)が刊行。『凍牌』（志名坂高次）が『凍牌〜裏レート麻雀闘牌録〜』のタイトルでテレビアニメ化。